# 棍棒

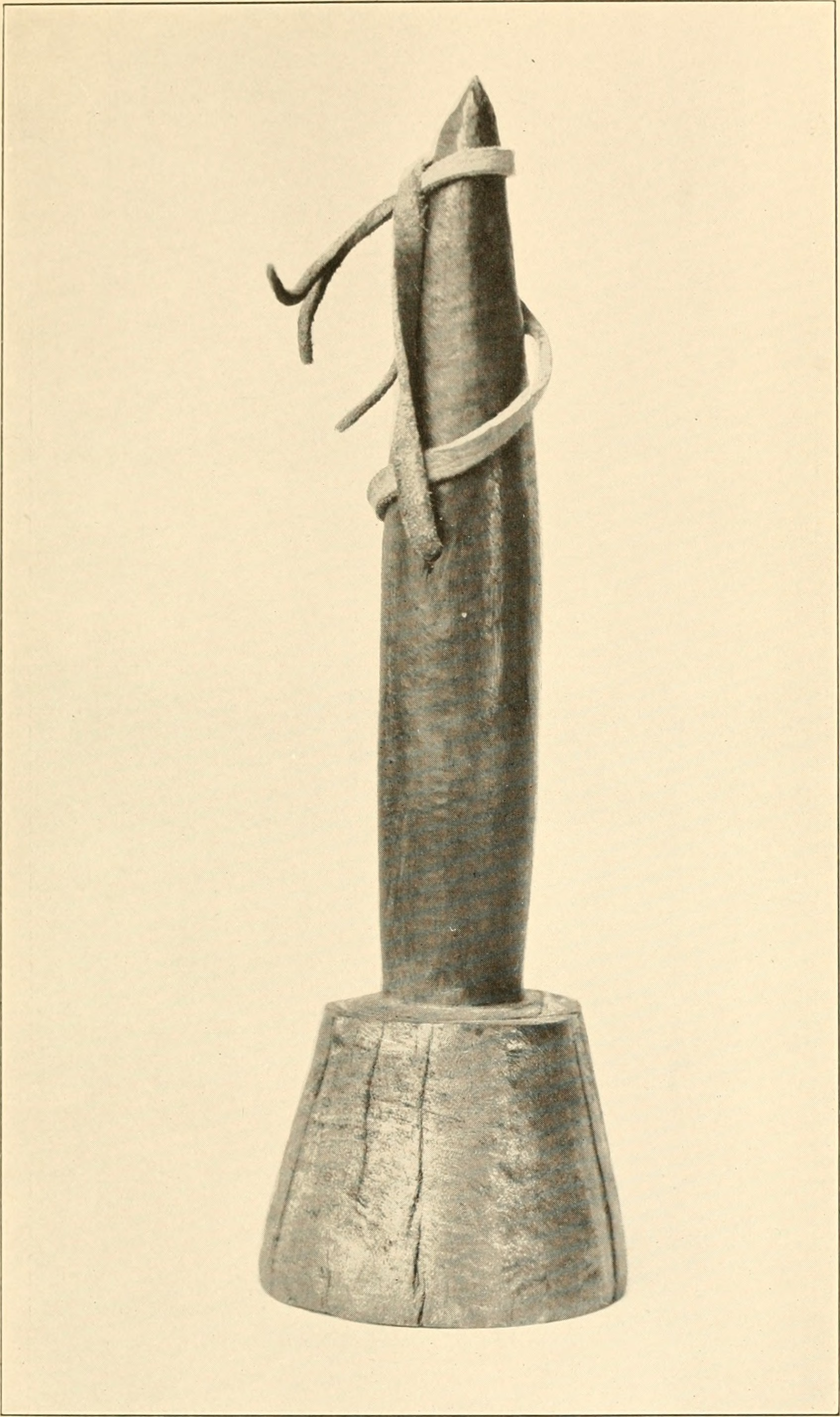
ネイティブアメリカン・ユマ（ケチャン族）が戦いに使う棍棒

棍棒（こんぼう、英: club）とは、人が握り振り動かすのに適度な太さと長さを備えた丸い棒のこと。殴打用の武器として扱われることが多く、武器としては最も基本的な物の一つである。原始時代から現代に至るまで使用されている。新体操・男子新体操・こん棒投で使われる手具。

## 概要
棍棒は、非常に歴史の長い武器である。
武器としては特に単純なつくりで、適当な長さの棒である。使い方も単純で、一端をしっかり握り、攻撃したい相手に向かって振り、反対の端を敵に当てる、といった程度のことである。扱いが容易なので、現代でも広く使用されている。
猿人や原人が手にした木ぎれや骨が発祥である。

ここから加工や強化が行われて発展し、先端側を打撃部分として太く重く手元側は握りやすい太さになるよう差をつけて加工したり、「柄頭」を別個に取り付け、力を一点に集中させ「めり込む」ような破壊力を持たせたり、金属加工ができるような時代になってからは先端を金属で補強するということも行われるようになり、金属製柄頭を備えたメイスも生まれた。その後、先端部分に刃やスパイクを取り付け殺傷力を強化した棍棒も作られるようになった。

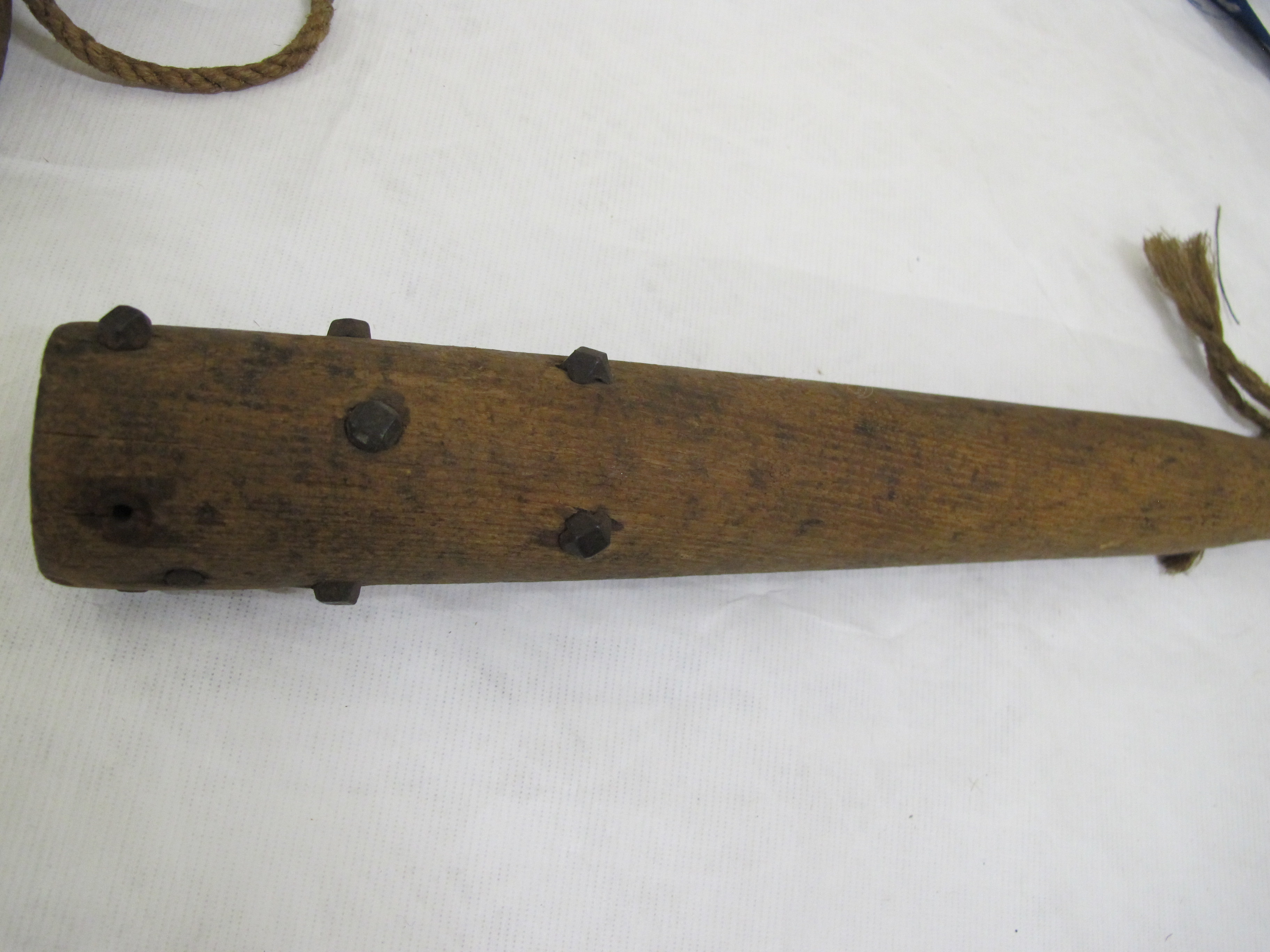
第一次世界大戦の塹壕戦で敵の塹壕を襲撃するために使われた棍棒

銃器が普及してからも、警察が短い棍棒（警棒）を制圧用に利用している。第一次世界大戦の塹壕戦では、敵の塹壕を襲撃するために棍棒が使われることがあった。
種類・分類
非金属の同一材質で作られた棍棒を単体棍棒、複数の材料を組み合わせた物を合成棍棒と呼ぶ。材質は主に木や骨だが、現代では炭素繊維強化プラスチックや硬質のゴムで作られた棍棒もある。片方の端に打撃部をもつ場合が多いが、取り回しを重視した細い直線棒状をした棍棒があり、こちらは主に武術で用いられる。投擲して使用する投げ棍棒、投棒は主に狩猟用として用いられた。
象徴として棍棒
歴史の長い基本的な武器であるので、棍棒が象徴することも時代・文化・国家により多様であり、「暴力性」「野蛮性」といったものから、職杖のように「権力の象徴」となったものなど多様である。
なおトランプのクラブ（クローバー）は、ギリシャ神話に登場するヘラクレスの持つ棍棒が、先端に三つの突起を持つメイスであったためシャムロック（三つ葉植物）の別名として定着したものである。厳密には棍棒からではなくツメクサの形を模したデザインであり、農民を表す。しかし前述のとおりヘラクレスの棍棒も似た形で描かれているものが存在するため、完全な誤りとも言えない（タロットカードの小アルカナのワンドとの類似性も高い）。

## 棍棒の歴史
猿人や原人の時代から棍棒は使われていたと考えられている。猿人や原人が、自然界のあちこちにころがっている木ぎれや骨を手にし、振り回して身を守るために使ったり攻撃したり素朴な狩りをおこなうために使っただろうと考えられている。

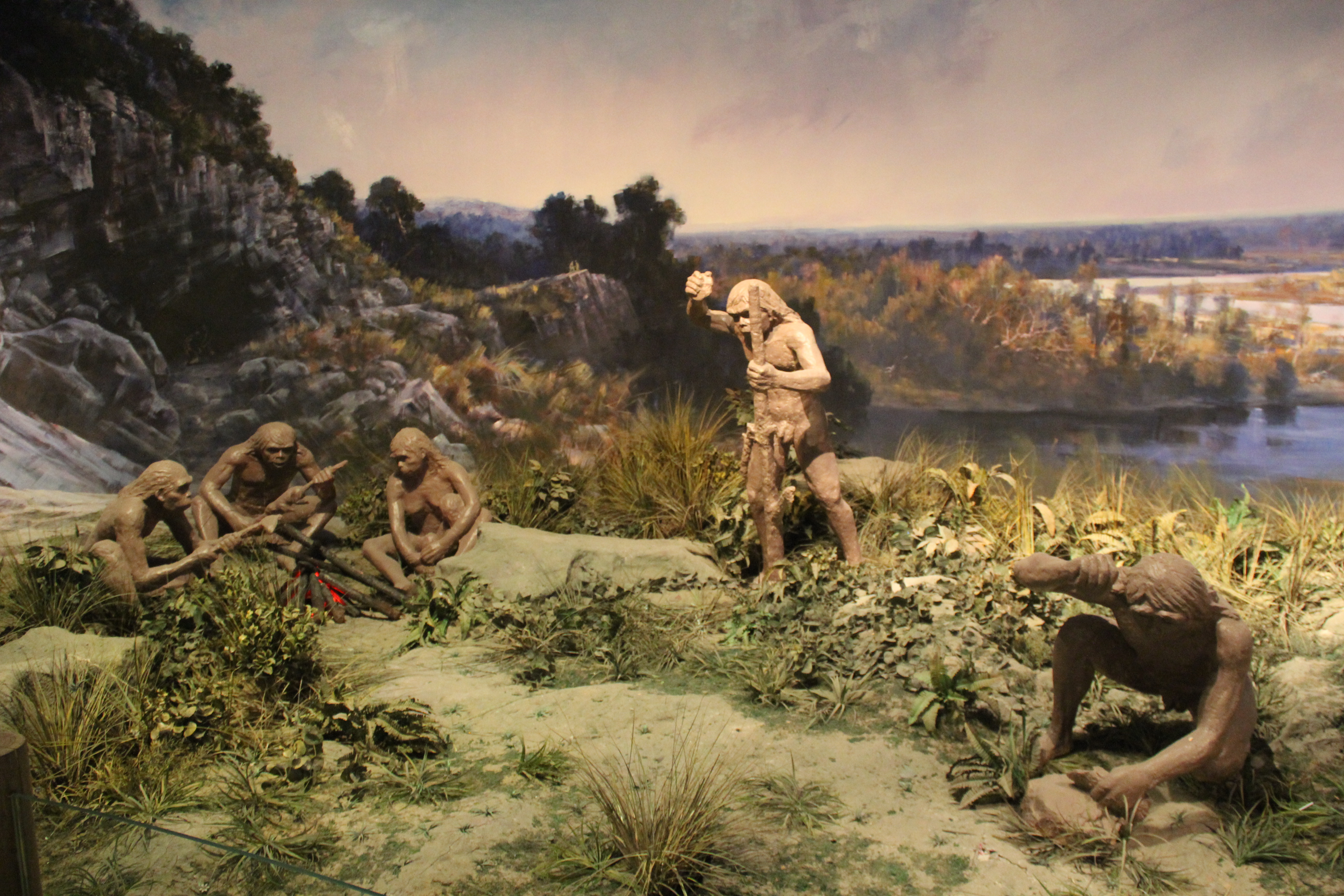
旧石器時代を再現したジオラマ（Anhui Provincial Museum, Hefei、2012年）
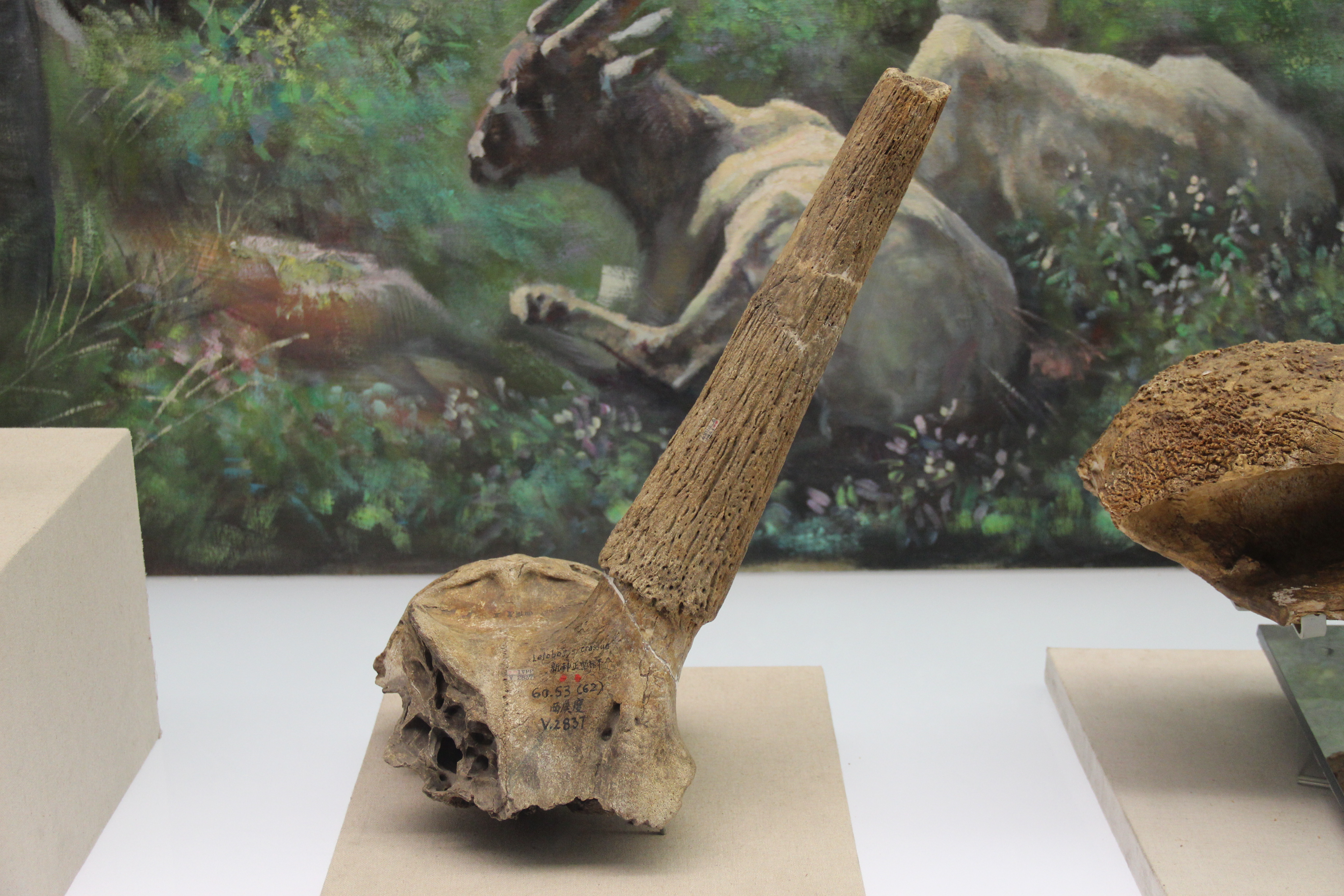
旧石器時代の動物の角（つの）
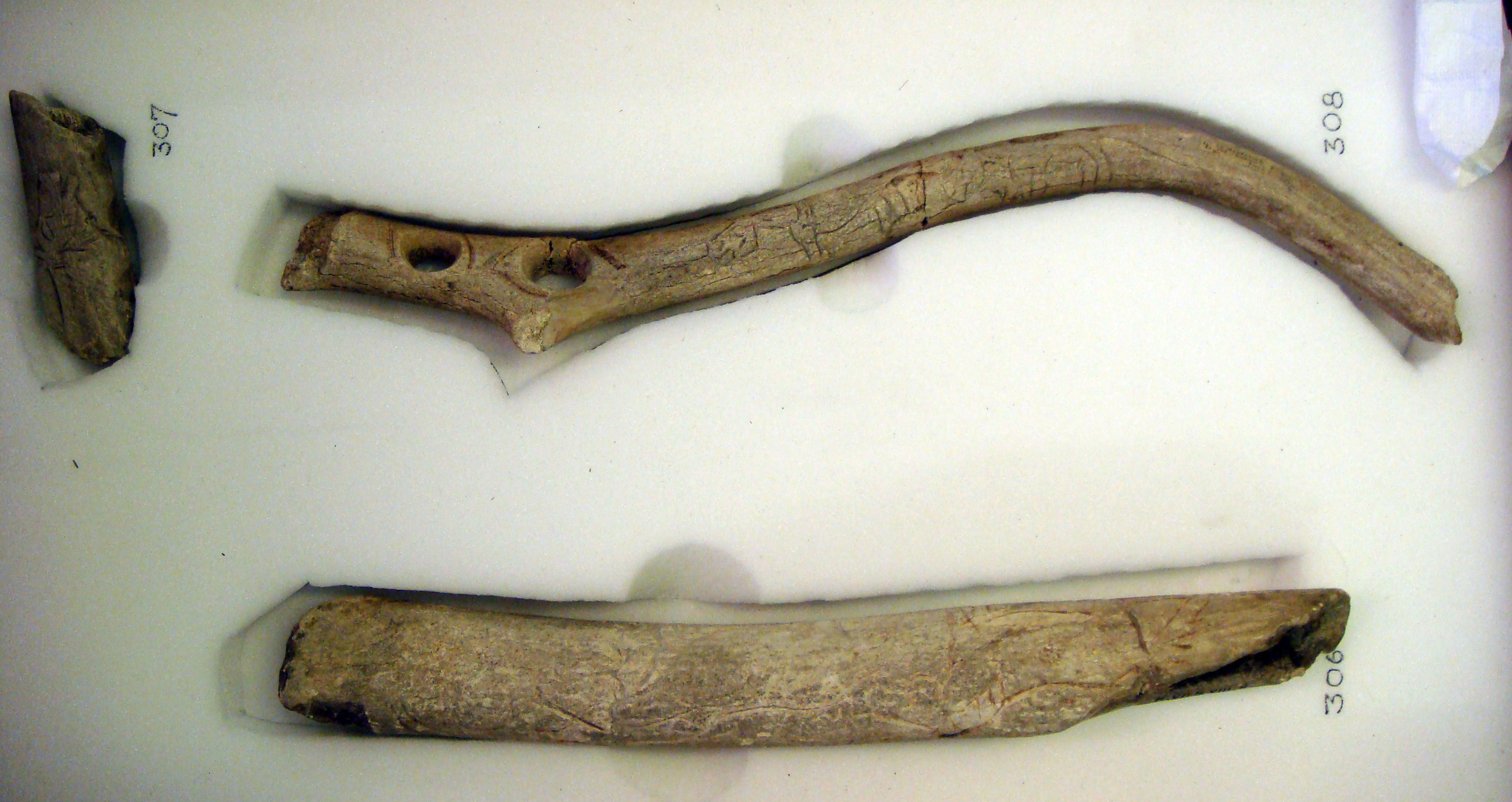
動物の角に加工をほどこしたもの（旧石器時代）
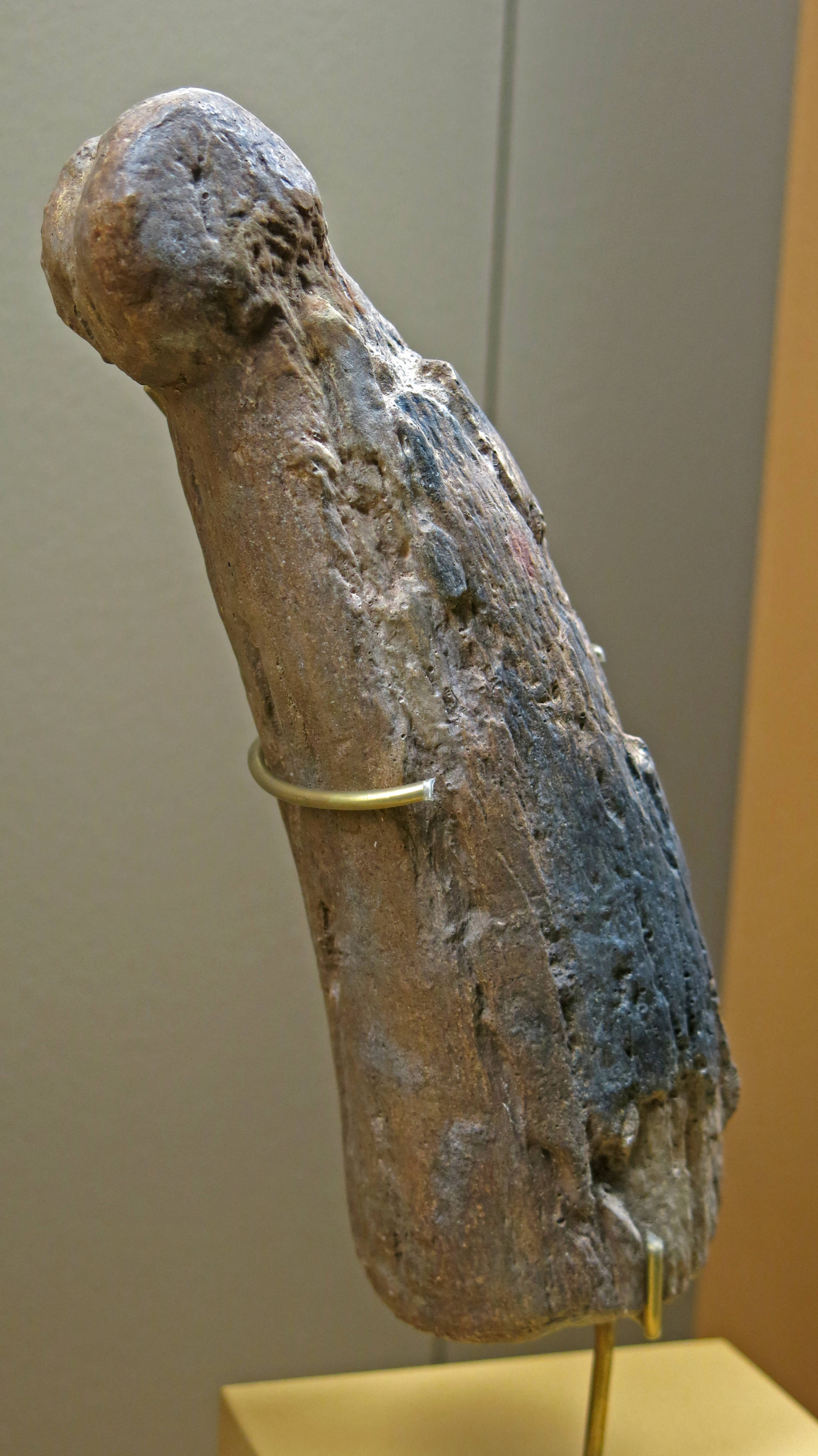
バイソンの角に加工をほどこしたもの
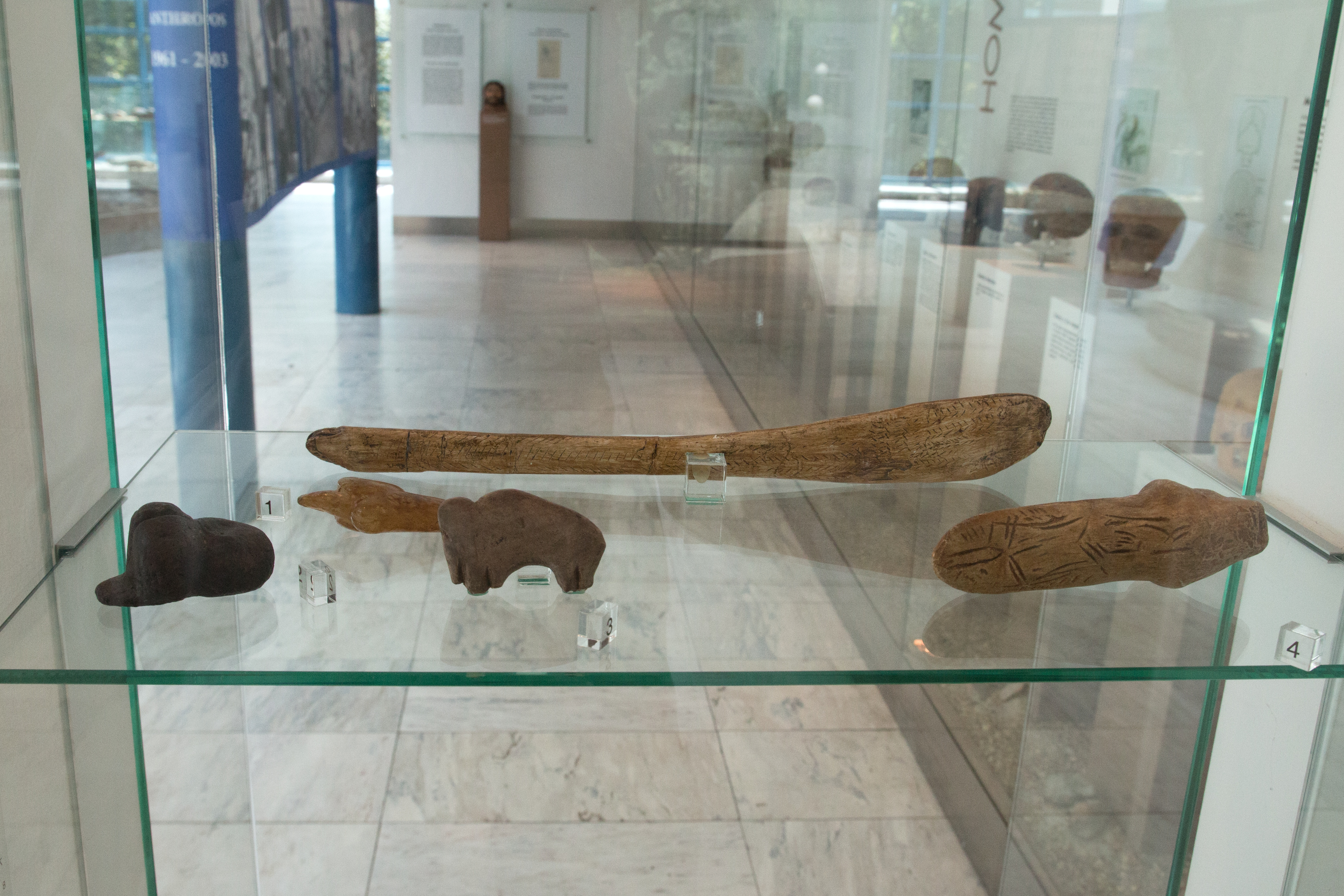
旧石器時代の木の棒
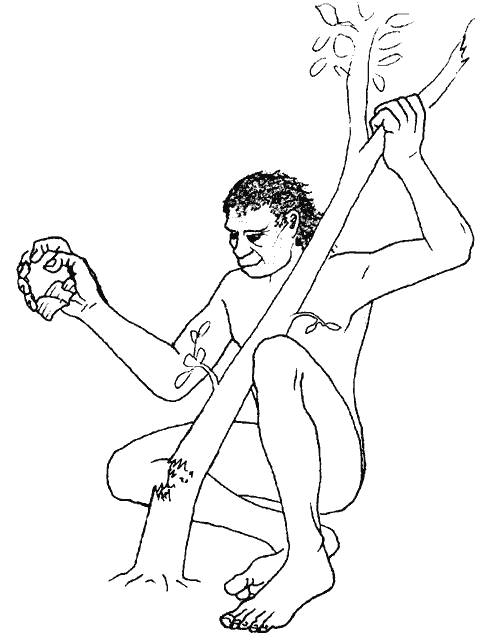
石器で適当な太さの樹木を切る作業の想像図

古代ギリシア
古代ギリシアでも、武器として使われ、また王の権力の象徴ともなっており王杖（王の杖。王の棍棒）をふりかざす王の姿の壁画が残されている。

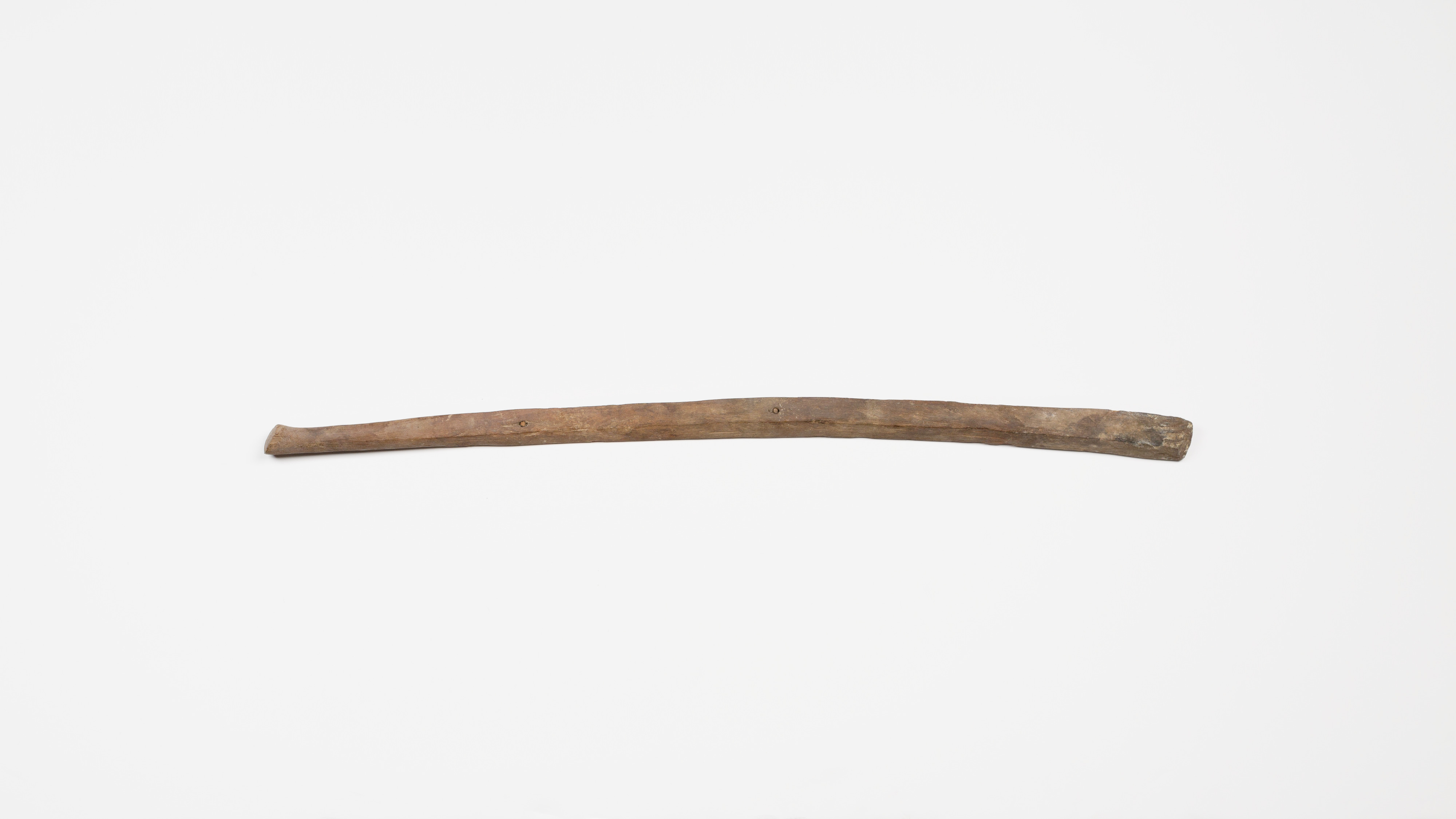
古代エジプト中王国時代の棍棒
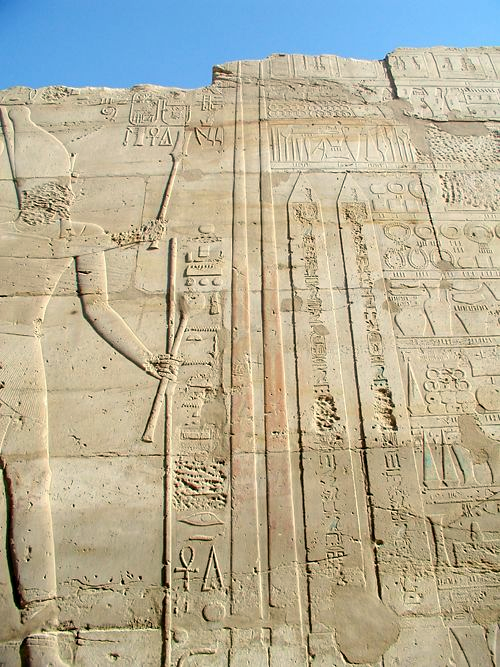
王杖を振るトトメス3世

ギリシア神話では、ヘラクレスやケンタウロスが使用する武器として著名である。

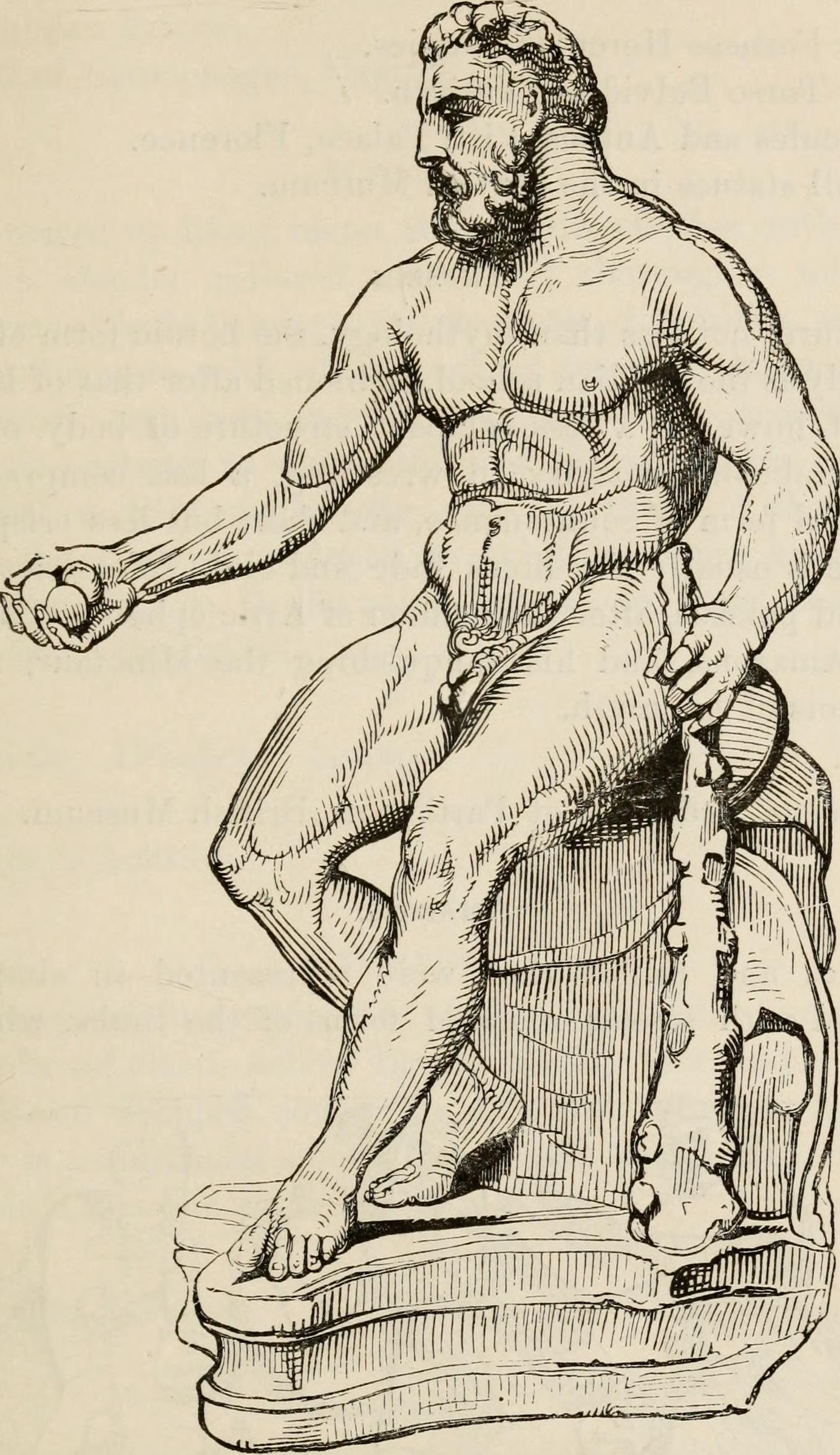
棍棒を手に持つヘラクレス
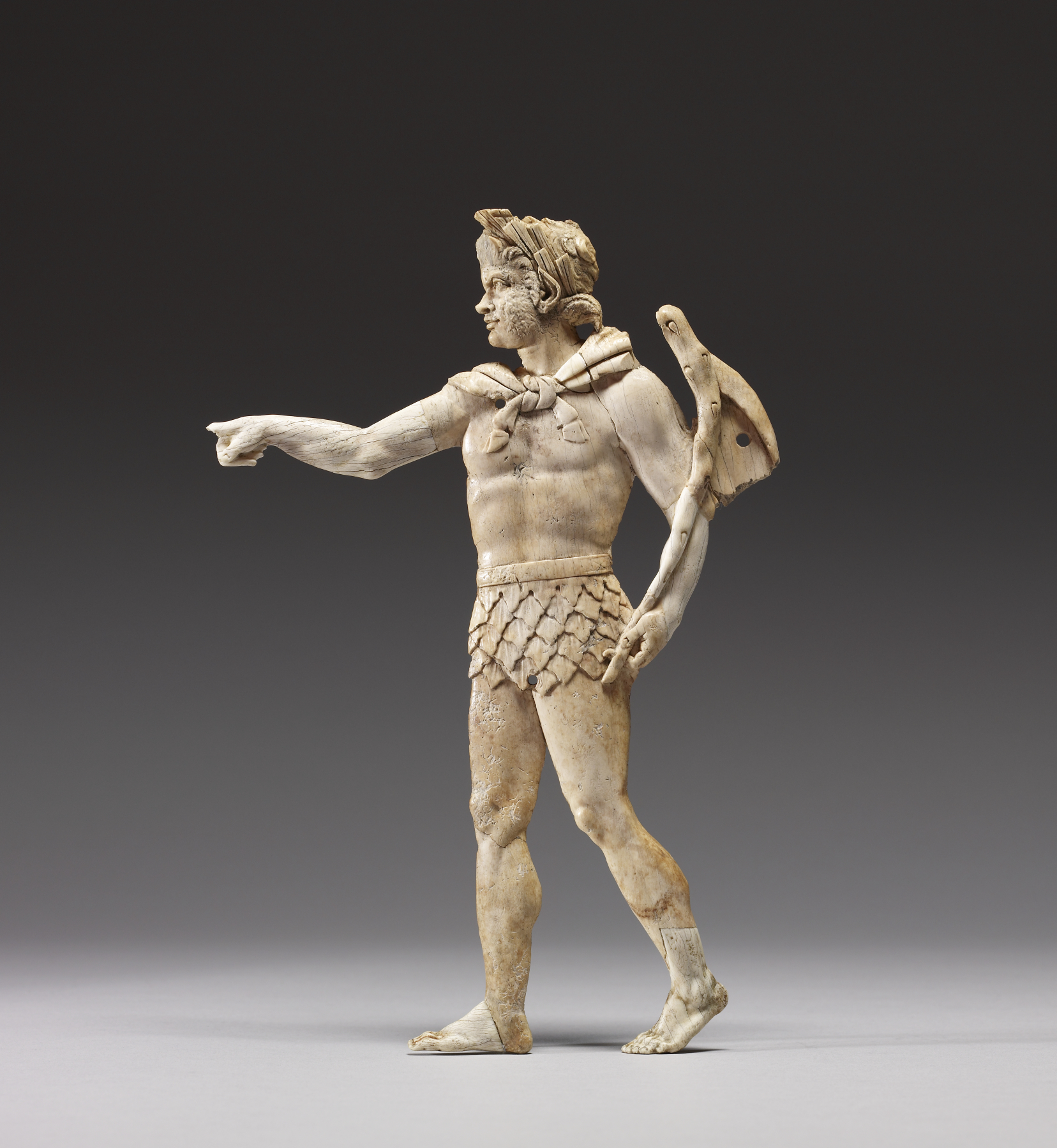
棍棒をかついだヘラクレス
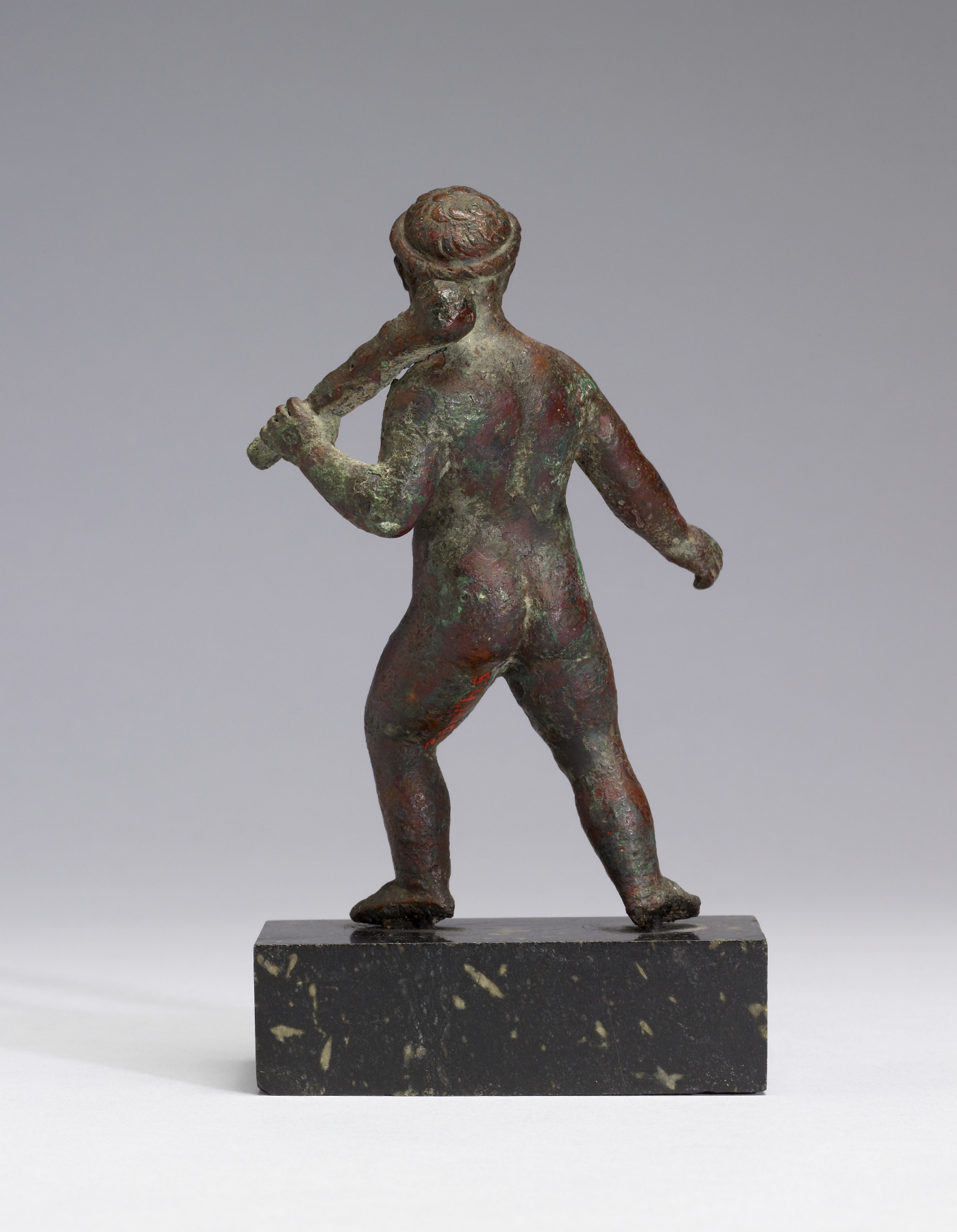
幼少時のヘラクレスの像
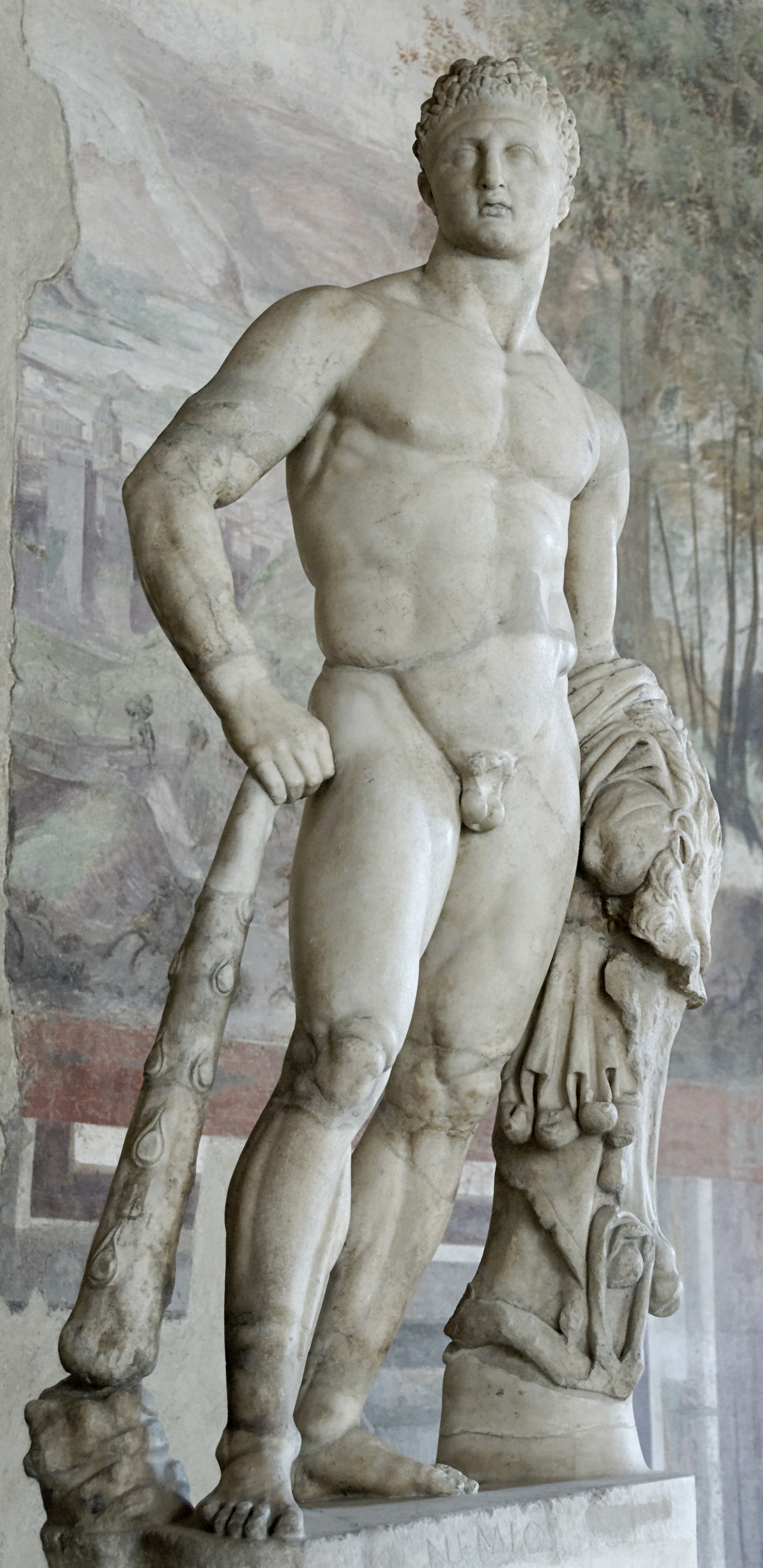
棍棒を持つヘラクレスの像。古代ギリシア時代に作られた像を後の古代ローマで（かなり正確に）複製したもの
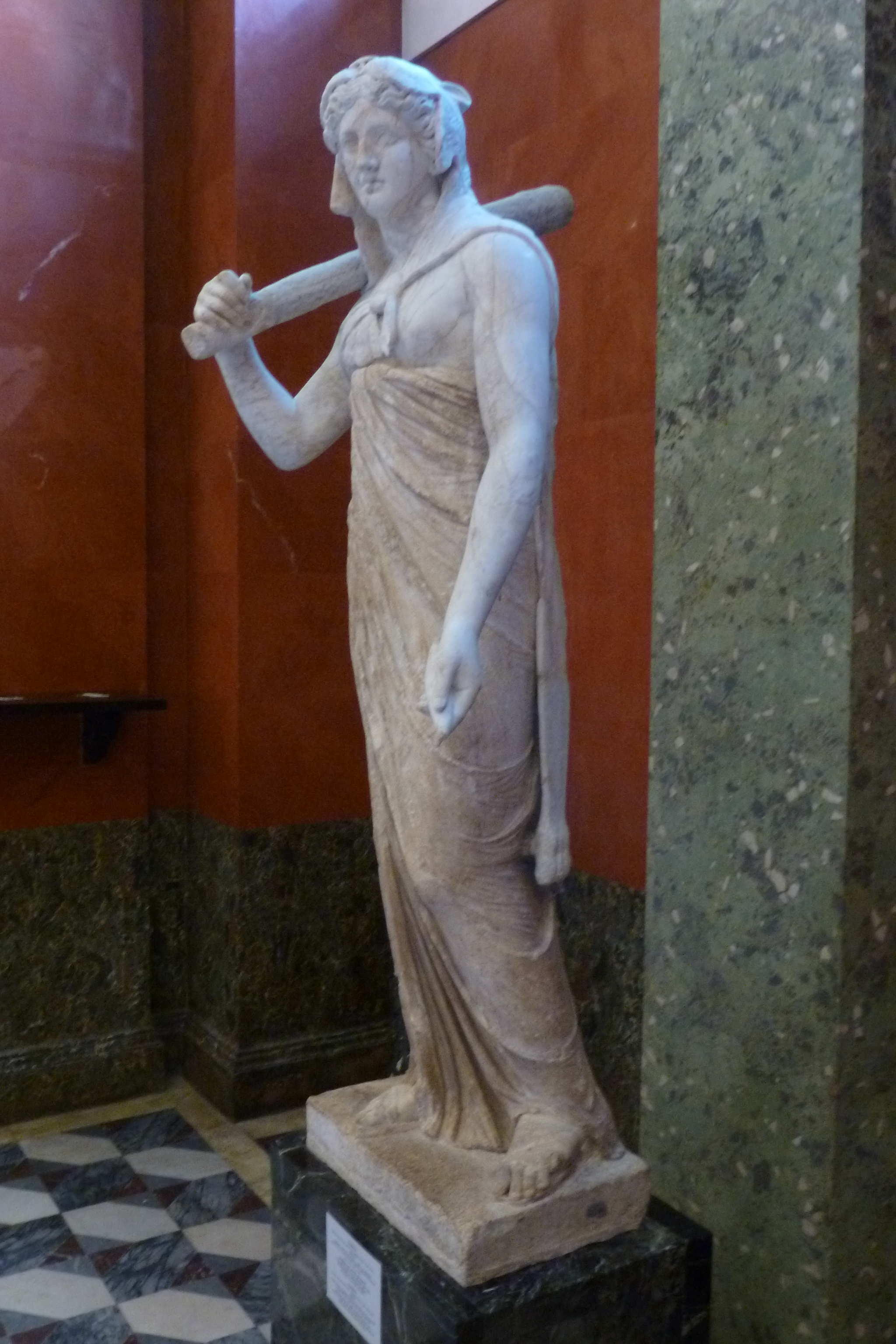
棍棒をかつぐオムパレー。同じく古代ローマで複製したもの。
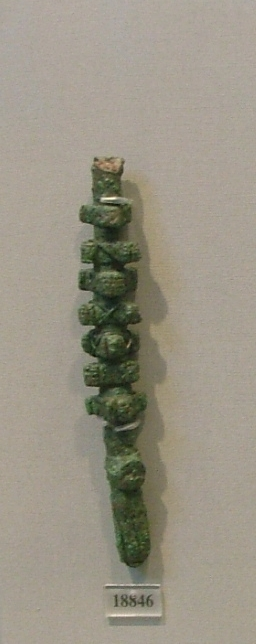
アテネの考古学博物館に展示されている棍棒（の一部分）
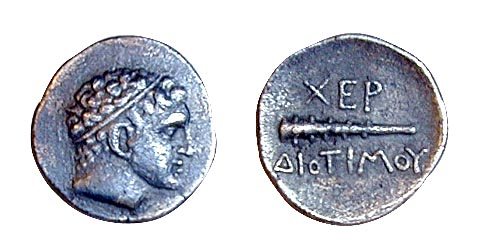
古代ギリシア時代の硬貨。棍棒が彫られている。クリミアで出土。（オデッサの博物館に所蔵。）
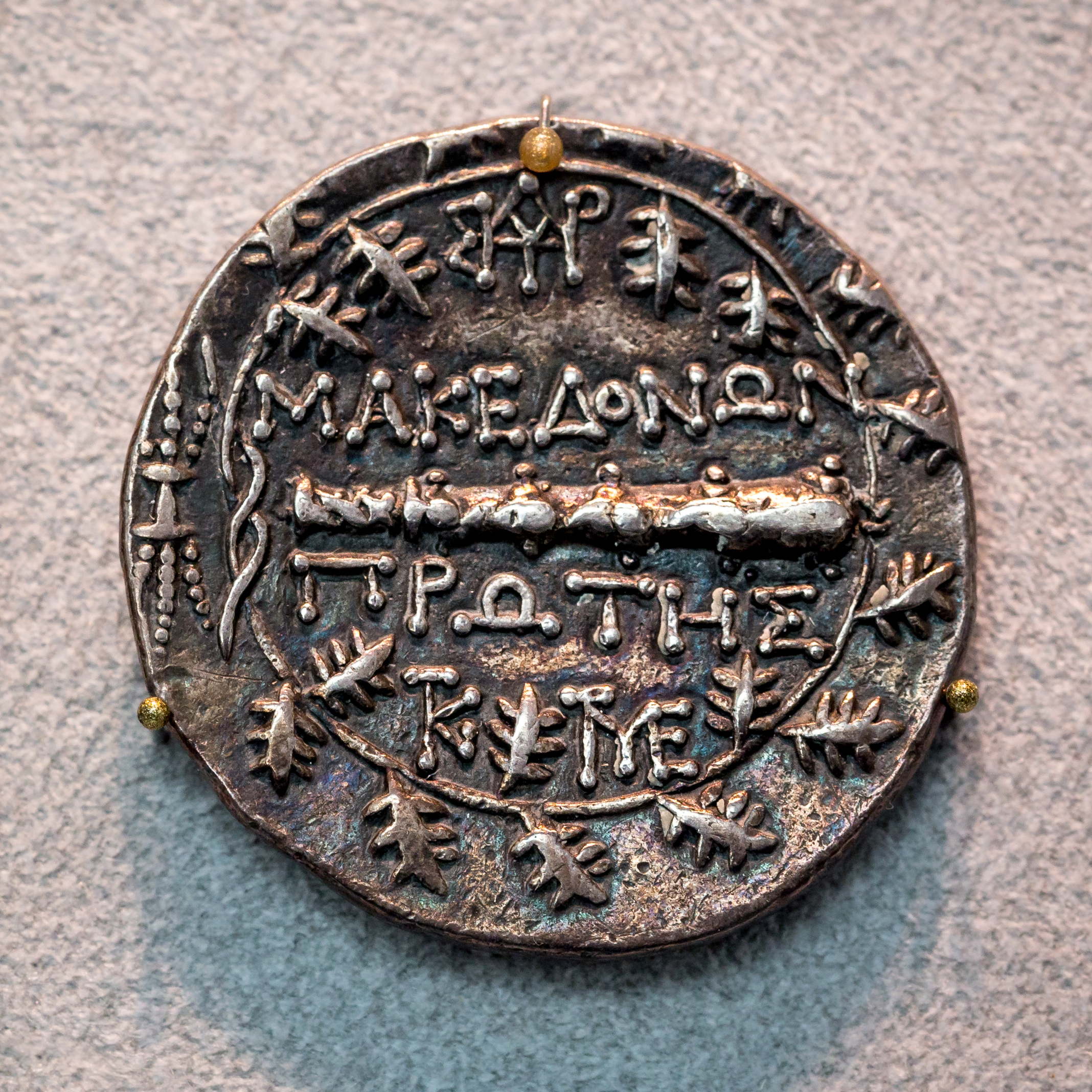
棍棒と古代ギリシアの文字が刻まれた硬貨。マケドニアで出土。

戦闘をする時は、有利な武器、より殺傷力が高い武器を選ぶのは当然のことで、棍棒よりも攻撃力の高い武器が一般化すると棍棒の使用は減ってゆくことになった。古代ギリシアではすでに剣や槍の使用が一般化していた。
古代ギリシアのギリシア人にとっては棍棒は、彼らが「バルバロイ」と呼び蔑んでいた「野蛮な他民族」が使用するもの、という位置づけになり、棍棒を「暴力性・野蛮性・獣性の象徴」として捉えていた節がある。
武器として剣や槍が一般化した中世の西ヨーロッパでも棍棒はあまり使用されなかった。棍棒の発展型のメイスも実際にはあまり使われない武器であった。東ヨーロッパでもあまり使われず、ウクライナ・コサックが通常の棍棒の他、刃を付けた物を利用していた程度である。
アメリカ
古代のアメリカ大陸では黒曜石の刃を付けた木剣マカナが広く用いられていたが、刃が折れた後もそのまま棍棒として使用できた。地域によって星形など様々なバリエーションがあった。
オセアニア
棍棒が特に発達を見せたのはオセアニア地域である。この地域では冶金技術が発達せず、単体棍棒が大きな発達を見せ、細かく美しい彫刻を施した棍棒も盛んに作られた。またタイアハのような骨で作った穂先を有する長柄武器も多く使われた。マオリ族のマタルアなどこれらを扱う武術も発達した。アボリジニが使用するブーメランは投げ棍棒の一種である。ハワイでもカプ・クイアルアなど棍棒や櫂などを使う武術が発達している。
ルワンダ
ルワンダでは現在でも釘を打ち込んだ棍棒（釘バット）が使用されており、虐殺事件で多くの人間が棍棒によって殺害されている。アフリカ中央部の貧しい国では、銃火器が十分に支給されていないこともあって、現在でも民兵組織などは釘を打ち込んだ棍棒で武装している。
フィジー
フィジーでは、キアカボ（Kiakavo）という棍棒が普及していた。この棍棒は、yの字を変形させた形状をしている武器で、相手の武器を受け止めやすい形状をしている。イギリス紳士の杖のように正装としての役割とともに、儀式や舞踏の際に用いられた。
日本
アイヌ社会では制裁棒（ストゥ）が杖刑に使われており、鉄片を取り付けた戦闘用のストゥを扱う棒術もあった。

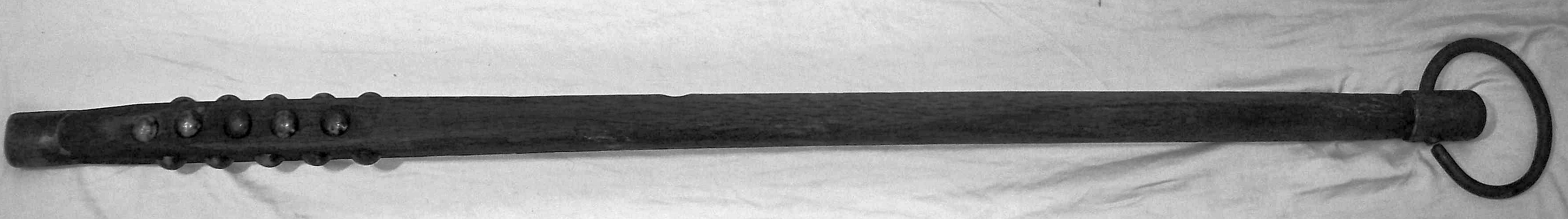
日本の金棒（金砕棒)。

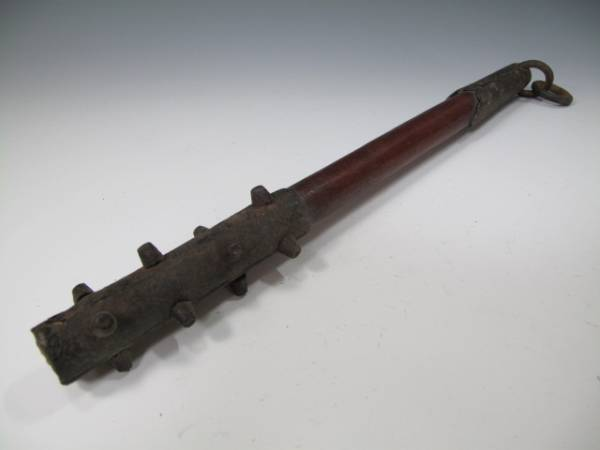
日本の金棒（金砕棒)。短く太いもの。

日本、特に西日本では南北朝時代ころから金砕棒（かなさいぼう）という武器が使われるようになっていった。（これが「金棒（かなぼう）を持った鬼」という物語上のイメージにもつながっていった。）
江戸時代の町奴は煙管を総鉄製とし金砕棒のような突起を付けた喧嘩煙管を携帯していた。
1960年代後半や1970年代前半には日本の学生左翼活動家らが、大学などにバリケードを作り立てこもり、数センチ角程度の角材で武装し、その角材を通称で「ゲバ棒」、正式名称で「ゲバルト棒」と呼んだ。（材木は軟らかく、相手に対するそれなりの配慮がある）
1970年代や1980年代は日本の社会は硬直化し問題だらけの日本社会で「生きる意味」を見いだせなくなった高校生などはさかんに非行に走り、「教育ママ」「教育パパ」など固定観念に凝り固まり口うるさいだけの親に反抗するために、学生でも手軽に手に入れられる金属バットを武器に転用し家庭内で武装した。その結果、「家庭で親が子供から金属バットで殴られた」といったニュースが時折流れた。
なお昭和時代などには不良や暴走族などは喧嘩する時に、安価で殺傷力の高い鉄パイプで武装するということが行われた。
2002年には『モンスターハンター』（略して「モンハン」）というゲームの第一弾が発売になり、やがてシリーズ化し、そのゲームを経験する人口が増え、日本だけでも数百万人以上が遊んだわけだが、このゲームは狩猟生活（石器時代のような生活）をしつつ竜などと戦うというゲームで、これにも初歩的な武器として「金砕棍棒」なる棍棒が登場する。
（「モンハン」のおかげで、家に籠ってゲームばかりしているような、いわゆる「インドア派」の人々も、ゲームの画面の中だけでは「アウトドア派」のような選択をするようになったわけだが）
2010年代後半には実際にキャンプをすることがじわじわとブームになり、都会生活から離れて、もともと人類が経験していたはず自然の中の生活に回帰しようという気持ちを持つ人が増えた。キャンプをすると「バトニング」といって、木の棒を手でつかんでハンマーのようにつかい、自然木をナイフで割って薪にするという作業もある。これなどは自分が手にした「棒」や「薪」を一種の「棍棒」として使っている（人を殴ってはいないが、薪にナイフを食い込ませる打撃を与えるために使っている）。キャンプブームによって、人類が何百万年も経験していたはずの原始的な生活への興味も高まり、（波及効果でブッシュクラフトの知名度も高まり）実際に人々が手ごろな太い枝に触れることも増えた。
2022年2月には大阪中央区のギャラリーで「大棍棒展」が開催された。この展覧会は約60種の樹木を材料にした、200本以上の棍棒を展示しており、展示されている棍棒を手に持ったり「試し殴り」が可能で、希望者には販売もおこなった。この展示会は、里山制作団体の「つち式」なる組織から派生した「全日本棍棒協会」が運営をおこなった。

## 警棒
護身用、警備用、捕縛用の棍棒を警棒という。材質は、木、金属、ポリカーボネート、カーボン、硬質ゴムと様々である。先端をやや太くした直線状のものが主流であるが、トンファーのような形状をした警棒や、伸縮式の特殊警棒、またサップのように軟質の物もある。警棒は相手を殺傷する目的のものではないので、刃が無い。日本では警棒は警察庁の規格で決められており、現在では制服警察官が腰につけて携行しているものは「ふりだし式」の金属製で（普段は持ち運びのためにかなり短いが、一回振ると適度な長さになる）、いざという時にはすかさず取り出し、ひと振りし、構える。警察官は警棒を使う訓練も受けている。

## 操法を用いる棍棒

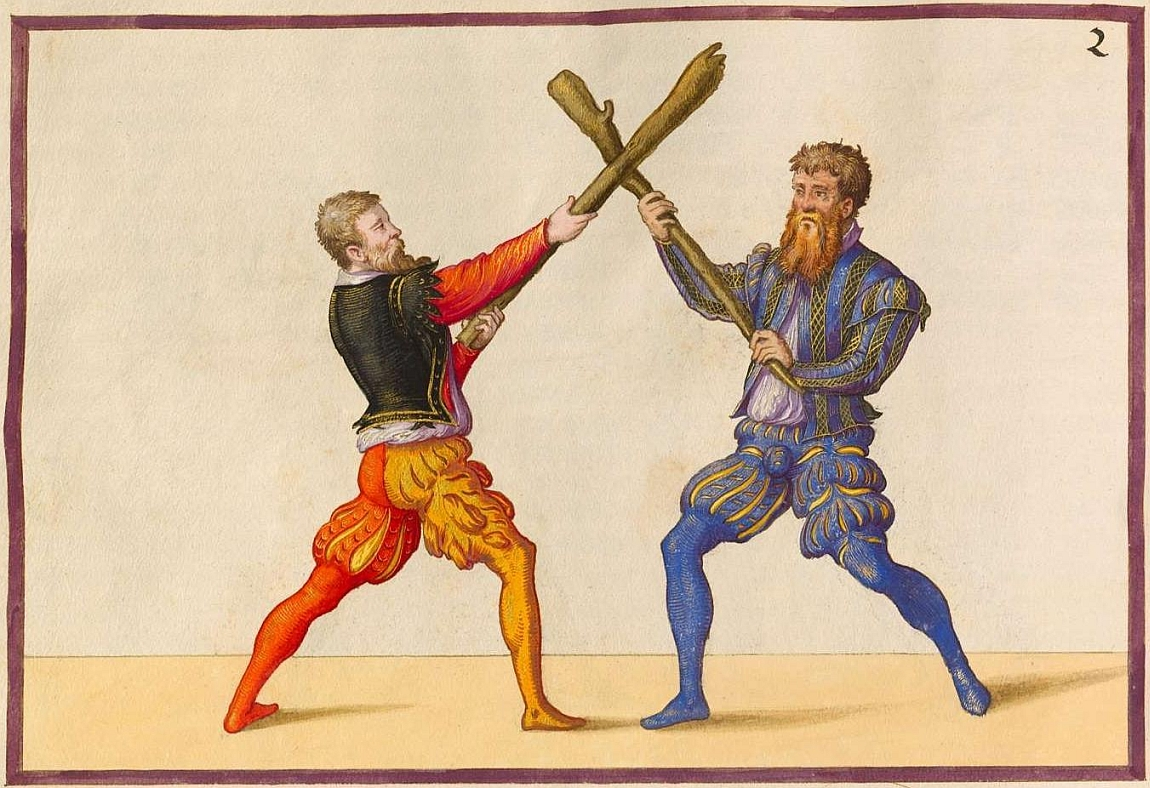
棍棒の操法。パウルス・ヘクトル・マイアーの武術書。

通常の棍棒は柄を握り先端で殴打して使用するが、操法を工夫することで棍棒全体を用い、幅のある攻防を行う事を主体とした棍棒がある。これらの棍棒類の主な特徴として、特に打撃部分を設けず、全体を同じ太さで作った直線棒状であることがあげられる。
日本武術では「棒」と呼び、一般的には六尺棒を用いる。それより短いものは「杖」と呼んで区別する。三尺棒を用いる半棒術やより短い棒を使う短棒術もある。
中国では「棍」（コン、またはクンと発音）と呼ばれる。棒や棍は剣術、槍術と共通技法が多く、多くの流派で学ばれている。特に少林寺は棍法で有名であった。
西洋ではイギリスのクォータースタッフが六尺棒に相当する。またステッキや傘を棍棒として用いる術が生み出されている。サバットに含まれる「ラ・カン」もステッキ術である。パウルス・ヘクトル・マイアーの武術書には、全体を同じ太さで作った棒の操法と合わせて、先端がやや太くほとんど加工されていない棍棒の操法も掲載されている。
アメリカ先住民は通常の戦闘ではアトラトル（投槍）や投石のような遠距離武器を主体としていたが、アステカとトラスカラ王国の儀式的な戦争（花戦争）ではマクアウィトルと呼ばれる黒曜石の刃の付いた棍棒を用いていた。これは接近して戦う必要があり取り扱いも難しいため、自己の技量を見せつけるのに適しているからであった。
特殊な操法を前提とした物もあり、両節棍や三節棍などの多節棍、契木やフレイルのような棒の先に鎖などで打撃部を繋いだ棒、トンファーのように防具としての機能を併せ持った棒などがある。

## 他
物語、フィクション類の中でも特に太古の世界を舞台とするものではしばしば棍棒が登場する。ゲーム類も同様であり、すでに言及した『モンスターハンター』もその一例である。遡れば『ドラゴンクエスト』にも登場する。フィクション類のコスプレでも扮装アイテムとして棍棒を手にする人がいる。
ギャラリー
- 木製の野球用バットを改造したコスプレ用棍棒。
- コスプレ用の棍棒を肩にかつぐ人（Dragon Con 2009にて）